# 鎌田正威
鎌田正威（1885年8月7日—1935年8月8日）是台灣日治時代台灣總督府的官員，曾任明石元二郎總督之秘書官，日本香川縣出身。

## 經歷
明治18年（1885年）生於香川縣綾歌郡坂出町（現 坂出市）。明治43年（1910年）東京帝國大學政治經濟科畢業，同年渡台，任台灣總督府工事部事務官。大正7年（1918年）任明石元二郎總督之秘書官兼參事官，成為明石總督之左右手。大正10年（1921年）任職於台灣總督府專賣局，大正15年（1926年）退職。退職後受聘為日本赤十字社台灣支部主事等職，創設「台灣維新社」，致力於推廣神道。昭和10年（1935年）病逝，葬於台北三橋町墓地。昭和11年（1936年）舉行建碑祭及一年祭。戰後墓碑等皆被撤除，目前僅存鳥居一座，指定為台北市之歷史建築。墓碑「鎌田正威命奧都城」則收藏於國史館臺灣文獻館。
鎌田正威另有部分遺骨安葬於東京都多磨靈園。

## 延伸閱讀
- 日治遺跡 人孔蓋上的奧都城
- 明石元二郎鳥居及鎌田正威鳥居
- 明石元二郎鳥居及鎌田正威鳥居
- 鎌田正威(9筆) - 臺灣總督府職員錄系統
- 鎌田正威先生追想錄 - 臺灣記憶Taiwan Memory--國家圖書館[永久]

## 外部連結
- 明石元二郎鳥居及鎌田正威鳥居—文化部文化資產局 （页面存档备份，存于）

| 官衔            | 官衔                                             | 官衔            |
| --------------- | ------------------------------------------------ | --------------- |
| 前任： 相賀照鄉 | 民政部土木局庶務課長 1916年4月8日－1918年7月13日 | 繼任： 小西恭介 |

1. ↑  . www.th.gov.tw.   [2020-06-19].
2. ↑  . 歴史が眠る多磨霊園.   [2021-06-24]. （原始内容存档于2022-04-07）.